# Koronium
Koronium (angl. coronium) byl název hypotetického chemického prvku, který se měl podle výzkumů z 19. století nacházet ve sluneční koroně. Jeho existencí měla být vysvětlena spektrální čára 530,3 nm, naměřená astronomy během zatmění 7. srpna 1869. Tuto spektrální čáru neuměli chemici přiřadit žádnému známému prvku. 
Až ve 30. letech 20. století dokázali Walter Grotrian a Bengt Edlén, že spektrální čára odpovídá vysoce ionizovanému železu.